# Пірготель

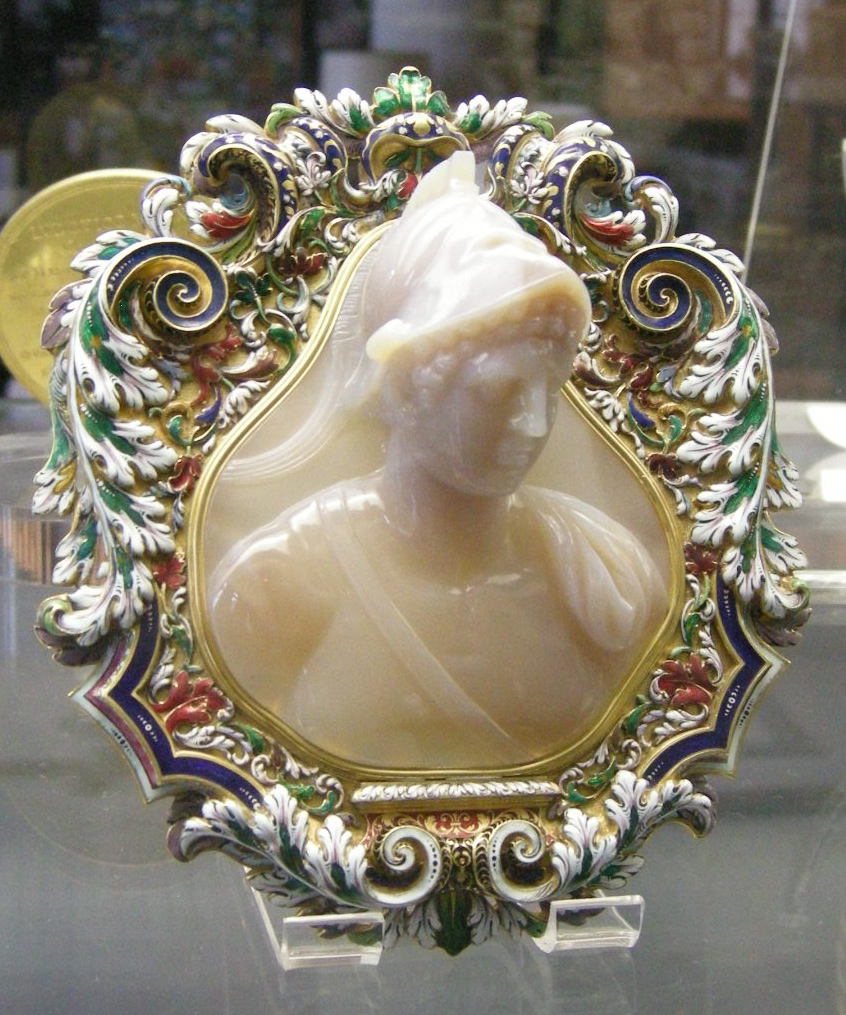
Камея Олександра Македонського. 310—320 рр. до н. е.

Пірготель — видатний майстер гліптики, придворний різьбяр царя Македонії Олександра III.

## Життєпис
Місце та дата народження невідомі. За деякими даними це Хіос, Мілет, Ефес та Пірей. Напевне він працював у Македонії ще при батькові Олександра III — Пилипі II. З часом лише Пірготелю Олександр Македонський дозволяв виробляти себе на камеях. Всього Пірготель зробив 33 камея з обличчям царя.
За переказам під час вироблення 33 камеї царя Пірготелю наснився халцедонський оракул, який наказав майстру знищити цю камею задля добра цареві. Втім вранці Пірготель не захотів знищувати цю роботу. А незабаром цар Олександр Македонський захворів й помер. Майстер звинуватив себе у загибелі царя та наклав на себе руки — отруївся.
На сьогодні збереглася лише одна камея з Олександром Македонським.